# Resurrezione (film 1944)
Resurrezione è un film del 1944 diretto da Flavio Calzavara, una delle numerose versioni cinematografiche tratte dall'omonimo romanzo di Lev Tolstoj.

## Trama
Russia, 1899. Una ragazza che lavora come domestica e dama di compagnia presso due anziane signore, si innamora del loro nipote, un affascinante giovane ufficiale; credendosi riamata inizia una relazione con l'uomo che però ben presto la lascia per tornare a Pietroburgo. La donna, rimasta incinta viene cacciata e per sopravvivere è costretta a prostituirsi, Perde il bambino e viene accusata di meretricio. Al processo incontra, in qualità di giurato, il suo seduttore che vorrebbe salvarla ma è impossibilitato a farne ottenere l'assoluzione. Sarà deportata in Siberia per quattro anni, e lui la segue per espiare la sua colpa. Inizialmente lei cercherà di allontanarlo, provando persino a convincerlo che ama un altro prigioniero, ma lentamente si riavvicineranno.

## Produzione
- Il film fu prodotto dalla Industria Cinematografica Italiana (INCINE) e dalla Scalera Film.

- Fu girato negli studi della Scalera Film di Roma nel 1943.

- Probabilmente Gino Carlo Sensani (nessun nome di costumista appare sui titoli) si occupò solo dei costumi di Doris Duranti, come si ricava da un'intervista a Maria Baronj, all'epoca assistente di Sensani, che ricordava come avesse aiutato il Maestro a preparare il materiale per vestire una biondissima Duranti nel ruolo di Caterina Màslova, contadina russa. Nei titoli non appare neppure il nome del creatore delle musiche.

- L'attrice e doppiatrice Tina Lattanzi, che nel film interpreta il ruolo della principessa Korciaghin, è qui doppiata dalla collega Lydia Simoneschi.

## Distribuzione
Il film venne distribuito nel circuito cinematografico italiano l'8 maggio del 1944.
Il visto della censura fu curiosamente rilasciato solo sei mesi dopo, l'8 novembre del 1944.

## Stampa
Tutto poteva essere vivificato dalla presenza di un'attrice. Ma l'attrice non è Doris Duranti, all'inizio, come prostituta ha infatti accenti morbidi e vacui, assenti, di una contenuta e indubbia efficacia, poi alla Màslova giovinetta e alla Màslova carcerata, non sa dare le indispensabili vibrazioni," (M. Gromo "La Nuova Stampa", 30 novembre 1945